# Andrada-Vanderwilde
La familia Andrada-Vanderwilde, es oriunda de los Países Bajos, de donde pasó a España, fundando Casa en Alcalá de Guadaira (Sevilla). Don Lorenzo Cosme de Andrada‑Vanderwilde fue uno de los caballeros flamencos que acompañaron al Emperador Don Carlos V cuando vino a posesionarse de los reinos de España.
La familia se encuentra estrechamente vinculada con la ciudad de Granada y con la Real Maestranza de Caballería de Granada, de la que José Luis de Andrada-Vanderwilde fue teniente de Hermano Mayor a principios del siglo XX.
Podemos encontrar embajadores, militares, escritores, empresarios, caballeros De Santiago y miembros de la Real Maestranza de Caballería de Sevilla entre sus miembros.

## Personalidades
- Juan Bautista Andrada-Vanderwilde y de Barraute[3] - Embajador
- Juan Armando Andrada-Vanderwilde Parada - Embajador
- Blanca García-Valdecasas y Andrada-Vanderwilde - Escritora
- Juan de Guillelmi y Andrada-Vanderwilde - gobernador y capitán general de Venezuela
- José Luis de Andrada-Vanderwilde - III Marqués de Cartagena
- Luis Javier de Andrada-Vanderwilde - IV Marqués de Cartagena
- Ángela Aguado y Andrada-Vanderwilde - Fundadora de la marca de moda Vanderwilde[4]
- Blanca Aguado y Andrada-Vanderwilde - Fundadora de la marca de moda Vanderwilde